# 阿尔巴尼亚—葡萄牙关系
阿尔巴尼亚-葡萄牙关系是指阿尔巴尼亚和葡萄牙目前和历史上的关系。阿尔巴尼亚在里斯本设有大使馆，在波尔图、丰沙尔和马德拉有3个名誉领事馆。葡萄牙在地拉那设有名誉领事馆。阿尔巴尼亚和葡萄牙的外交关系可以追溯到1922年，当时葡萄牙在1922年5月25日承认了阿尔巴尼亚的独立。
这两个国家都是北大西洋公约组织的成员国。作为欧盟成员，葡萄牙支持阿尔巴尼亚的欧洲一体化道路。

## 关系

### 经济
2010年，双边工商商会成立。2016年，葡萄牙向阿尔巴尼亚出口货值610万欧元(2012年仅216万欧元)的商品，其中化学药品占31.8%，主要来自Bial公司，农产品占19.2%，金属产品占14.7%，纸张和纤维素占13.3%，机械设备占5.4%。

### 文化
卢阿人类发展研究所成立于2007年，被认为是阿尔巴尼亚和葡萄牙之间主要的文化双边关系之一。基金会发起并支持各种教育、文化、科学、研究与发展合作项目，特别是行政和组织管理项目。2012年，在地拉那开设了办事处。布拉格和布鲁塞尔也有办事处。